# Clevin Hannah
Clevin Finley Hannah (nacido el 15 de noviembre de 1987 en Rochester, Nueva York) es un jugador de baloncesto estadounidense naturalizado senegalés que ha desarrollado la mayor parte de su carrera deportiva en clubes europeos que pertenece a la plantilla del Halcones Xalapa de la Liga Nacional de Baloncesto Profesional de México.

## Historia
Formado en tres universidades (Paris Junior College, Chipola JC y Wichita State). Sus primeras temporadas como profesional fueron primero en Rumanía, luego en Finlandia y  otras dos temporadas en Francia. En el SLUC Nancy francés promedió 10,4 puntos, 4,9 asistencias y 2,4 rebotes por partido.
En 2014 ficha por una temporada por el  Joventut de Badalona, coincidiendo en el puesto de base con otro estadounidense bajito como Demond Mallet.
En julio de 2015, el Club Basket Bilbao Berri presenta una oferta formal al Joventut de Badalona por el jugador estadounidense.  El  Joventut de Badalona tiene un derecho de tanteo sobre el jugador, por lo cual tiene hasta el 24 de julio para igualarla, en caso de no lograr igualar la oferta, el jugador estadounidense abandonara la entidad catalana, convirtiéndose así, en nuevo jugador del  Club Basket Bilbao Berri.
Finalmente el 24 de julio de 2015, el mismo día en que se fijaba el límite para que el Joventut de Badalona igualara su oferta respecto a la del  Club Basket Bilbao Berri, el club catalán no logró igualarla, por lo que pasó a ser nuevo jugador del Club Basket Bilbao Berri, por dos temporadas.
En julio de 2018 se incorporó al Herbalife Gran Canaria.
Tras su paso por el club insular, en julio de 2019 fichó por el Morabanc Andorra por tres temporadas.
En la temporada 2021-22, disputó 51 partidos oficiales, 33 de la Liga Endesa y 18 de la Eurocup, competición en la que alcanzó las semifinales. Sus promedios globales en la temporada fueron de 12 puntos y 3 asistencias. En la liga española acabó como cuarto mejor triplista (46,8% de acierto) y cuarto con mayor porcentaje en tiros libres (91,2%), no pudiendo evitar el descenso del conjunto andorrano a Liga LEB Oro.
El 28 de julio de 2022, firma por el Urbas Fuenlabrada de la Liga Endesa, por dos temporadas.
El 24 de enero de 2023, se desvincula de Urbas Fuenlabrada y firma por el Givova Scafati, equipo que juega en la Lega Basket Serie A.
El 16 de agosto de 2023, firma por el Club Bàsquet Menorca de la Liga LEB Oro.
El 3 de julio de 2024, firma por los Halcones Xalapa de la Liga Nacional de Baloncesto Profesional de México.

## Trayectoria deportiva
- Paris Junior College  (2006-2007)
- Chipola Junior College  (2007-2008)
- Universidad de Wichita State  (2008-2010)
- CSBC Miercurea  Rumania (2010-2011)
- Karhu Kauhajoki  Finlandia (2011-2012)
- ALM Évreux Basket  (2012-2013)
- SLUC Nancy (2013-2014)
- Joventut de Badalona (2014-2015)
- Club Basket Bilbao Berri (2015-2016)
- Tüyap Büyükçekmece Basketbol Kulübü (2016)
- Lietuvos Rytas (2017)
- Ucam Murcia (2017-2018)
- Herbalife Gran Canaria (2018-2019)
- Morabanc Andorra (2019-2022)
- Baloncesto Fuenlabrada (2022-2023)
- Givova Scafati (2023)
- Club Bàsquet Menorca (2023-2024)
- Halcones Xalapa (2024-presente)